# Собор Иоанна Богослова (Никосия)
Соборный храм святого Иоанна (греч. Καθεδρικός Ναός Αγίου Ιωάννη) — кафедральной собор Кипрской православной церкви, который находится рядом с Архиепископским дворцом напротив Всекипрской гимназии в Никосии на территории старого города. Хотя церковь мала по сравнению с другими православными храмами в городе, интронизации всех новых архиепископов на Кипр проводится в ней.

## История
Церковь была построена в XIV веке на месте созданного Лузиньянами бенедиктинского аббатства святого Иоанна Богослова, упоминания о котором появляются в исторических источниках начиная с XI века. В результате частых набегов мамелюков в 1426 году бенедиктинский орден покинул остров, и монастырь перешёл в руки православных, но по-прежнему сохранил посвящение святому Иоанну Богослову.
В XVII веке архиепископ Никифор восстановил здание, используя часть сохранившихся фундаментов. Над западным входом в церковь была установлена мраморная плита, по которой известна дата начала строительства — 30 апреля 1662 года. Не известно точно, когда оно было завершено, но предполагается, что между 1662 и 1674 годами. Храм вышел небольшим, снаружи он выглядит весьма аскетично, что было сделано в соответствии с требованиями османских властей того времени: во времена Оттоманской империи ни один христианский храм не имел права соперничать с мечетью ни высотой, ни внешним видом.
Церковь оставалась неосвящённой до 1720 года, когда архиепископ Сильвестр её реконструировал, превратив в резиденцию архиепископа Кипра. В Никосии долгое время не было кафедрального собора, так как после турецкого завоевания прежний Одигитриевский собор был превращён в крытый рынок Бедестан.
В храме совершалось рукоположение в сан архиепископа, которое происходило с неизменной торжественностью и в присутствии иерархов Кипрской церкви, почётных гостей и мирян.

## Внешний вид
Храм пеостроен во франко-византийском стиле и представляет собой однонефную, бескупольную постройку с внешними контрафорсами и портиком в западной части.
Первоначально храм не имел притвора. Он был достроен в 1779 году, или немного раньше, архиепископом Хрисанфом, с тремя арками в западной, одной на южной и одной в северной части. Верхняя часть оригинальной западной стены над полом чердака была разрушена, и она была распространена на западную стену притвора, построенные из относительно небольших обработанных, квадратные и прямоугольных известняковых камней. Стены храма высоки и толсты. Их поддерживают от контрафорсы размерами 80х85х130 см. Они распределены по 6 на северной и, соответственно, на южной стене.
На востоке простроена внешняя апсида, которая является полукруглой к внутреннему пространству и пятостенной на улицу. К её южной сторона, была добавлена еще одна, более малая и более низкая апсида (диаконикон), которая используется в качестве ризницы, помещенния для хранения церковной утвари. Колокольня находится рядом с южной стороны от аспиды, и была построена позже.